# Ленінградський державний університет імені О. С. Пушкіна
Ленінградський державний університет імені О. С. Пушкіна — петербурзький виш, розташований в Пушкіні (Петербурзьке шосе, б.10). З'явився в 1992 році як Ленінградський обласний педагогічний інститут. Університетський статус з 1996 року. Сучасна назва з 2003 року. Ім'я Пушкіна присвоєно університету в 1999 р. за великі досягнення в галузі освіти та виховання молоді. Університет є великим освітнім і науковим центром Північного Заходу Росії. Філії університету розташовані в Москві, Дудинці, Магадані, Норильську, Ярославлі, а також у містах Ленінградської області: Бокситогорську, Гатчині, Кінгісеппі, Підпоріжжі.
Сьогодні в університеті навчаються понад 18 тисяч студентів, аспірантів і докторантів. У виші працюють більше 500 викладачів і наукових співробітників.

## Факультети
1. Природознавства, географії та туризму
2. Іноземних мов
3. Історії та соціальних наук
4. Дефектологічний факультет (корекційної педагогіки та спеціальної психології)
5. Лінгвістики та міжкультурної комунікації
6. Математики, фізики та інформатики
7. Психології
8. Фізичної культури та спорту
9. Філологічний
10. Філософії, культурології та мистецтва
11. Економіки та інвестицій
12. Юридичний